# 中間判決
中間判決（ちゅうかんはんけつ）とは、民事訴訟において、独立した攻撃防御方法その他中間の争いについて裁判をするのに熟したとき又は請求の原因及び数額について争いがある場合における請求原因について裁判をするのに熟したときに、裁判所が下すことができる判決をいう（民事訴訟法245条）。対立する概念は、終局判決である。

## 概説
中間判決の利点としては、複数の争点のうち一部について当該裁判所の心証を確定的に示すことによって、その余の争点の審理に集中することができる点にある。例えば、不法行為による損害賠償請求訴訟において、不法行為の存在と損害額の両方に争いがある場合に、まず前提となる不法行為の存在について中間判決で判断した後に、損害額について審理するような場合に用いられる。また裁判の管轄権が日本にあるかが争点になった場合に管轄権について中間判決がされる場合がある。
実務上、中間判決が下される例は決して多くないが、著名な事件で中間判決が利用された例としては、東京地裁平成14年9月19日中間判決判時1802号30ページ（青色発光ダイオード事件）がある。
中間判決に対しては独立して上訴はできず、中間判決の判断について不服がある場合は終局判決についての上訴で主張することになる。

## 中間確認の訴えのと差異
中間判決と類似のものに、中間確認の訴えがあるが、別のものである。
中間判決はあくまで一つの請求についての途中経過について判断するもので、終局判決ではないことから既判力は生じない。これに対して、中間確認の訴えは、訴えの変更の一種であることから、なされる判決は終局判決で既判力が生じる。